# James Comley
James Comley (Londra, 24 gennaio 1991) è un calciatore montserratiano, centrocampista dell'Hayes & Yeading Utd e della nazionale montserratiana.

## Carriera

### Club
Nella stagione 2008-2009 ha giocato 4 partite nella seconda divisione inglese con il Crystal Palace, club in cui ha militato anche nella stagione 2009-2010, nella quale non è mai sceso in campo in campionato giocando solamente 2 partite in FA Cup. Nell'estate del 2010 viene svincolato dal club, e rimane senza squadra a causa di un grave infortunio subito in allenamento fino al gennaio del 2012, quando viene tesserato dal Canvey Island, club dilettantistico militante in Isthmian League, con cui gioca 8 partite per poi essere ceduto al St Albans City, con cui nella parte finale della stagione realizza 2 reti in 7 presenze in Southern Football League. Nell'estate del 2012 passa al Kettering Town, per poi tornare nel dicembre dello stesso anno al St Albans City, con cui rimane fino alla stagione 2015-2016 (conquistando anche una promozione nella stagione 2013-2014), durante la quale viene ceduto al Maidenhead Utd, club di National League South, con cui al termine della stagione 2016-2017 conquista la promozione in National League, il massimo campionato dilettantistico inglese.

### Nazionale
Esordisce con la nazionale di Montserrat il 27 marzo 2015, nella partita di qualificazione ai Mondiali 2018 persa per 2-1 contro Curaçao; quattro giorni più tardi, il 31 marzo, gioca una seconda partita di qualificazione ai Mondiali, pareggiata per 2-2 sempre contro Curaçao. In seguito nel 2018 gioca 2 partite di qualificazione alla CONCACAF Nations League 2019-2020, torneo in cui gioca 5 delle 6 partite a cui la sua nazionale prende parte, segnando anche una rete (la sua prima in nazionale) il 7 settembre 2019 nella partita vinta per 2-1 contro la Repubblica Dominicana.

## Statistiche

### Cronologia presenze e reti in nazionale
| Cronologia completa delle presenze e delle reti in nazionale ― Montserrat | Cronologia completa delle presenze e delle reti in nazionale ― Montserrat | Cronologia completa delle presenze e delle reti in nazionale ― Montserrat | Cronologia completa delle presenze e delle reti in nazionale ― Montserrat | Cronologia completa delle presenze e delle reti in nazionale ― Montserrat | Cronologia completa delle presenze e delle reti in nazionale ― Montserrat | Cronologia completa delle presenze e delle reti in nazionale ― Montserrat | Cronologia completa delle presenze e delle reti in nazionale ― Montserrat |
| Data                                                                      | Città                                                                     | In casa                                                                   | Risultato                                                                 | Ospiti                                                                    | Competizione                                                              | Reti                                                                      | Note                                                                      |
| ------------------------------------------------------------------------- | ------------------------------------------------------------------------- | ------------------------------------------------------------------------- | ------------------------------------------------------------------------- | ------------------------------------------------------------------------- | ------------------------------------------------------------------------- | ------------------------------------------------------------------------- | ------------------------------------------------------------------------- |
| 28-3-2015                                                                 | Willemstad                                                                | Curaçao                                                                   | 2 – 1                                                                     | Montserrat                                                                | Qual. Mondiali 2018                                                       | -                                                                         |                                                                           |
| 1-4-2015                                                                  | Lookout                                                                   | Montserrat                                                                | 2 – 2                                                                     | Curaçao                                                                   | Qual. Mondiali 2018                                                       | -                                                                         |                                                                           |
| 9-9-2018                                                                  | Lookout                                                                   | Montserrat                                                                | 1 – 2                                                                     | El Salvador                                                               | CONCACAF Nations League 2019-2020 - Qualificazioni                        | -                                                                         |                                                                           |
| 15-10-2018                                                                | Lookout                                                                   | Montserrat                                                                | 1 – 0                                                                     | Belize                                                                    | CONCACAF Nations League 2019-2020 - Qualificazioni                        | -                                                                         |                                                                           |
| 17-11-2018                                                                | Willemstad                                                                | Aruba                                                                     | 0 – 2                                                                     | Montserrat                                                                | CONCACAF Nations League 2019-2020 - Qualificazioni                        | -                                                                         |                                                                           |
| 7-9-2019                                                                  | Lookout                                                                   | Montserrat                                                                | 2 – 1                                                                     | Rep. Dominicana                                                           | CONCACAF Nations League 2019-2020 - Fase a gironi                         | 1                                                                         | 49’                                                                       |
| 10-9-2019                                                                 | Lookout                                                                   | Montserrat                                                                | 1 – 1                                                                     | Saint Lucia                                                               | CONCACAF Nations League 2019-2020 - Fase a gironi                         | -                                                                         | Cap.                                                                      |
| 13-10-2019                                                                | Lookout                                                                   | Montserrat                                                                | 0 – 2                                                                     | El Salvador                                                               | CONCACAF Nations League 2019-2020 - Fase a gironi                         | -                                                                         | Cap. 85’                                                                  |
| 17-11-2019                                                                | San Salvador                                                              | El Salvador                                                               | 1 – 0                                                                     | Montserrat                                                                | CONCACAF Nations League 2019-2020 - Fase a gironi                         | -                                                                         | Cap.                                                                      |
| 19-11-2019                                                                | Gros Islet                                                                | Saint Lucia                                                               | 0 – 1                                                                     | Montserrat                                                                | CONCACAF Nations League 2019-2020 - Fase a gironi                         | -                                                                         | Cap.                                                                      |
| 24-3-2021                                                                 | Willemstad                                                                | Antigua e Barbuda                                                         | 2 – 2                                                                     | Montserrat                                                                | Qual. Mondiali 2022                                                       | -                                                                         |                                                                           |
| 29-3-2021                                                                 | Willemstad                                                                | Montserrat                                                                | 1 – 1                                                                     | El Salvador                                                               | Qual. Mondiali 2022                                                       | -                                                                         | 68’                                                                       |
| 2-6-2021                                                                  | San Cristóbal                                                             | Montserrat                                                                | 4 – 0                                                                     | Isole Vergini Americane                                                   | Qual. Mondiali 2022                                                       | -                                                                         |                                                                           |
| 9-6-2021                                                                  | Saint George's                                                            | Grenada                                                                   | 1 – 2                                                                     | Montserrat                                                                | Qual. Mondiali 2022                                                       | -                                                                         |                                                                           |
| 3-7-2021                                                                  | Fort Lauderdale                                                           | Trinidad e Tobago                                                         | 6 – 1                                                                     | Montserrat                                                                | Qual. Gold Cup 2021                                                       | -                                                                         |                                                                           |
| 5-6-2022                                                                  | Santo Domingo                                                             | Montserrat                                                                | 1 – 2                                                                     | Guyana                                                                    | CONCACAF Nations League 2022-2023 - Fase a gironi                         | -                                                                         |                                                                           |
| 7-6-2022                                                                  | Santo Domingo                                                             | Haiti                                                                     | 3 – 2                                                                     | Montserrat                                                                | CONCACAF Nations League 2022-2023 - Fase a gironi                         | -                                                                         | Cap.                                                                      |
| 12-6-2022                                                                 | Santo Domingo                                                             | Montserrat                                                                | 3 – 2                                                                     | Bermuda                                                                   | CONCACAF Nations League 2022-2023 - Fase a gironi                         | -                                                                         |                                                                           |
| 25-3-2023                                                                 | Lookout                                                                   | Montserrat                                                                | 0 – 4                                                                     | Haiti                                                                     | CONCACAF Nations League 2022-2023 - Fase a gironi                         | -                                                                         | 56’                                                                       |
| 29-3-2023                                                                 | Saint Michael                                                             | Guyana                                                                    | 0 – 0                                                                     | Montserrat                                                                | CONCACAF Nations League 2022-2023 - Fase a gironi                         | -                                                                         |                                                                           |
| Totale                                                                    |                                                                           | Presenze                                                                  | 20                                                                        |                                                                           | Reti                                                                      | 1                                                                         |                                                                           |

## Palmarès

### Club

#### Competizioni nazionali
- National League South: 1

Maidenhead Utd: 2016-2017